# Hiéroclès (stoïcien)
Pour les articles homonymes, voir Hiéroclès.
 (janvier 2023).
Hieroclès (Ίεροκλῆς) est un philosophe stoïcien de la première moitié du IIe siècle de l'ère commune. On ne connaît rien de précis sur sa vie. Aulu-Gelle le mentionne comme l'un de ses contemporains, le décrivant décrit comme « un homme grave et de mœurs irréprochables ». Hiéroclès est connu pour avoir écrit un traité intitulé Éléments d'éthique (grec ancien : Ήθικὴ στοιχείωσις - « Hétiké stoikheiosis »), dont une partie a été découverte sur un fragment de papyrus à Hermopolis en 1901.

## LesÉléments d'éthique
Ce fragment de 300 lignes traite de la perception de soi, et avance que tous les oiseaux, reptiles et mammifères se perçoivent eux-mêmes continument dès le moment de leur naissance, et que la perception de soi est à la fois la première et la plus fondamentale des facultés des animaux. Cette thèse reprend le concept stoïcien d'appropriation, ou oikeiôsis (οἰκείωσις), qui s'appuie sur le constat que tous les animaux agissent en vue de leur préservation, et qu'ils ne sont pas seulement conscients d'eux-mêmes, mais aussi de leurs relations avec les autres animaux. L'argument de Hiéroclès sur la perception est une partie intégrante des fondements de sa théorie éthique.

## Autres écrits
D'autres fragments de Hiéroclès ont été conservés par Stobée. Le plus célèbre d'entre eux thématise le cosmopolitisme stoïcien en s'appuyant sur l'analogie des cercles concentriques. L'esprit de chaque individu constitue le centre de ces cercles. Ces derniers englobent respectivement le corps, puis les parents proches (père et mère, frères et sœurs, épouse, enfants), les parents plus éloignés (grands-parents, oncles et tantes, neveux et nièces, cousins), l'ensemble de notre parenté, le dème, la tribu, la cité, l'ethnie et, enfin, le genre humain tout entier. Notre devoir à l'égard des membres de chaque cercle, selon Hiéroclès, consiste alors à appliquer à chaque cercle la façon dont nous agissons envers les membres du cercle inférieur. Ce faisant, nous agissons progressivement envers l'ensemble des hommes comme nous agirions envers nos parents et envers nous-mêmes.